# Cyrtophora bicauda
Espèce
Synonymes
- Cyclosa bicauda Saito, 1933

Cyrtophora bicauda est une espèce d'araignées aranéomorphes de la famille des Araneidae.

## Distribution
Cette espèce est endémique de Taïwan.

## Publication originale
- Saito, 1933 : Notes on the spiders from Formosa. Transactions of the Sapporo Natural History Society, vol. 13, p. 32-61.